# Mimon bennettii
Mimon bennettii — вид родини листконосові (Phyllostomidae), ссавець ряду лиликоподібні (Vespertilioniformes, seu Chiroptera).

## Середовище проживання
Країни поширення: Бразилія, Колумбія, Французька Гвіана, Гаяна, Суринам, Венесуела. Цей вид живе в сухих і напівлистопадних лісах, і зрілих вічнозелених лісах та Серрадо.

## Звички
Зазвичай лаштує сідала в групах від 2 до 20 у вологих вапнякових печерах (більшість захоплень зроблені в або навколо сідала). Також було повідомлено про сідала в порожнистих колодах. Ймовірно, підбирає видобуток з рослинності. Їсть жуків. Маленькі ящірки і коники, також приймаються. Єдине маля народжуються на початку сезону дощів.

## Загрози та охорона
Втрата середовища існування і порушення сідал є загрозами. Зустрічається у ряді природоохоронних територій по всьому ареалу.